# 小窪千早
小窪 千早（こくぼ ちはや、1974年 - ）は、日本の政治学者（フランス現代政治・欧州統合・欧州の外交安全保障）。修士（法学）（京都大学・1999年）。静岡県立大学国際関係学部講師・大学院国際関係学研究科講師。
京都大学大学院法学研究科助手、財団法人日本国際問題研究所研究員などを歴任。

## 来歴

### 生い立ち
1974年生まれ。1997年3月、京都大学法学部卒業、学士（法学）の学位を授与された。そのまま京都大学大学院法学研究科に進学。1999年3月、京都大学大学院修士課程を修了、修士（法学）の学位を授与された。また、1999年から2000年にかけてフランスパリ第八大学にてヨーロッパ学研究院普通教育課程で学んだ。なお、2002年7月から2004年6月まで、平和・安全保障研究所奨学プログラム奨学生であった。2003年3月、京都大学大学院博士後期課程単位取得退学。

### 研究者として
大学院修了後、2003年4月から2004年3月にかけて、母校・京都大学大学院法学研究科助手を務めた。2004年4月、財団法人・日本国際問題研究所研究員に就任、主として欧州を研究するプロジェクトに携わった。なお、2005年4月から2006年3月まで、九州大学客員助教授、2006年5月から、東京電機大学非常勤講師、2009年度一橋大学大学院社会学研究科地球社会研究専攻客員教授を務めた。2010年3月、日本国際問題研究所退職。
2010年、静岡県立大学国際関係学部講師に就任、主として国際関係学科の講義を担当し、また、同大学大学院国際関係学研究科講師を兼務、主として国際関係学専攻の講義を担当した。なお、2013年6月20日から2014年6月19日まで、政策研究大学院大学政策研究センター客員研究員を務め、その後、2014年6月20日から2015年6月19日までの予定で、同職に再任された。

## 研究
専門は政治学。フランス現代政治・欧州統合・欧州の外交安全保障など、国際政治学・国際関係学の分野を研究する。具体的には、シャルル・ド・ゴールが共和国大統領として率いたド・ゴール政権をはじめとする、現代フランスの政治や外交について研究する。渡邊啓貴によるド・ゴールの伝記に対する書評の中で、「民主主義におけるリーダーのあり方や、現実と理想の間での国家の外交のあり方を考えるうえで」「ドゴールの生涯は、日本人にとっても大いに示唆を与えてくれる」と論じた。また、ヨーロッパ連合の政治についても研究する。加えて、ヨーロッパ連合や北大西洋条約機構においての安全保障政策についても研究する。それらの研究で得られた知見を、広瀬佳一や吉崎知典が編著を担当した書籍に寄稿するなどの発表を行なった。また、ウィリアムソン・マーレー・マクレガー・ノックス・アルヴィン・バーンスタインが編著を担当した『戦略の形成――支配者、国家、戦争』の翻訳に参画し、ロバート・A・ダウティの論文の訳を担当するなど、翻訳も手がける。
日本国際政治学会・国際安全保障学会・日仏政治学会・日本EU学会・戦略研究学会などに所属。

## 略歴
- 1974年 - 誕生。
- 1997年 - 京都大学法学部卒業。
- 1999年 - 京都大学大学院法学研究科修士課程修了。
- 2003年 - 京都大学大学院法学研究科博士後期課程単位取得退学。
- 2003年 - 京都大学大学院法学研究科助手。
- 2004年 - 日本国際問題研究所研究員。
- 2005年 - 九州大学客員助教授。
- 2006年 - 東京電機大学講師。
- 2010年 - 静岡県立大学国際関係学部講師。
- 2010年 - 静岡県立大学大学院国際関係学研究科講師。
- 2013年 - 政策研究大学院大学政策研究センター客員研究員。

## 書籍

### 共著
- 石津朋之・永末聡・塚本勝也編著『戦略原論』日本経済新聞出版社、2010年。ISBN 9784532133856
- 広瀬佳一・吉崎知典編著『冷戦後のNATO――“ハイブリッド同盟”への挑戦』ミネルヴァ書房、2012年。ISBN 9784623064472

### 翻訳
- ウィリアムソン・マーレー・マクレガー・ノックス・アルヴィン・バーンスタイン編著、石津朋之・永末聡監訳、歴史と戦争研究会訳『戦略の形成――支配者、国家、戦争』下巻、中央公論新社、2007年。ISBN 9784120038877

## 関連人物
- 石津朋之
- シャルル・ド・ゴール
- ウィリアムソン・マーレー
- 広瀬佳一